# Kayatharu
Kayatharu es una ciudad y nagar Panchayat situada en el distrito de Thoothukudi en el estado de Tamil Nadu (India). Su población es de 10400 habitantes (2011). Se encuentra a 48 km de Thoothukudi y a 28 km de Tirunelveli.

## Demografía
Según el censo de 2011 la población de Kayatharu era de 10400 habitantes, de los cuales 5131 eran hombres y 5269 eran mujeres. Kayatharu tiene una tasa media de alfabetización del 80,67%, superior a la media estatal del 80,09%: la alfabetización masculina es del 87,75%, y la alfabetización femenina del 73,84%.